# Callionymus amboina
Callionymus amboina, tên thông thường là cá đàn lia Ambon, là một loài cá biển thuộc chi Callionymus trong họ Cá đàn lia. Loài này được mô tả lần đầu tiên vào năm 1965.

## Phân bố và môi trường sống
C. amboina được tìm thấy tại Indonesia. Chúng sống xung quanh các rạn san hô gần bờ, trong các đầm phá và ở ngoài khơi, được ghi nhận ở độ sâu khoảng 50 m trở lại.